# Chirpan (huyện)
Chirpan là một huyện thuộc tỉnh Stara Zagora, Bungaria. Dân số thời điểm năm 2001 là 26264 người.